# Passpartù - Operazione Doppiozero
Passpartù - Operazione Doppiozero è un film del 2019 diretto da Lucio Bastolla.

## Trama
Nel piccolo paese di Ceraso, con i propri sogni quattro ragazzi sfidano  i progetti imprenditoriali di un magnate romano quando il comune apre un bando per la trasformazione di un palazzo storico in un albergo.

## Distribuzione
Il film è stato distribuito nelle sale cinematografiche italiane a partire dal 18 luglio 2019.